# Concourson-sur-Layon
Concourson-sur-Layon là một xã thuộc tỉnh Maine-et-Loire trong vùng Pays de la Loire phía tây nước Pháp. Xã này nằm ở khu vực có độ cao trung bình 51 mét trên mực nước biển.
Thị trấn nằm ở hữu ngạn sông Layon, sông chảy theo hướng tây bắc qua thị trấn.